# Jaguar Cars

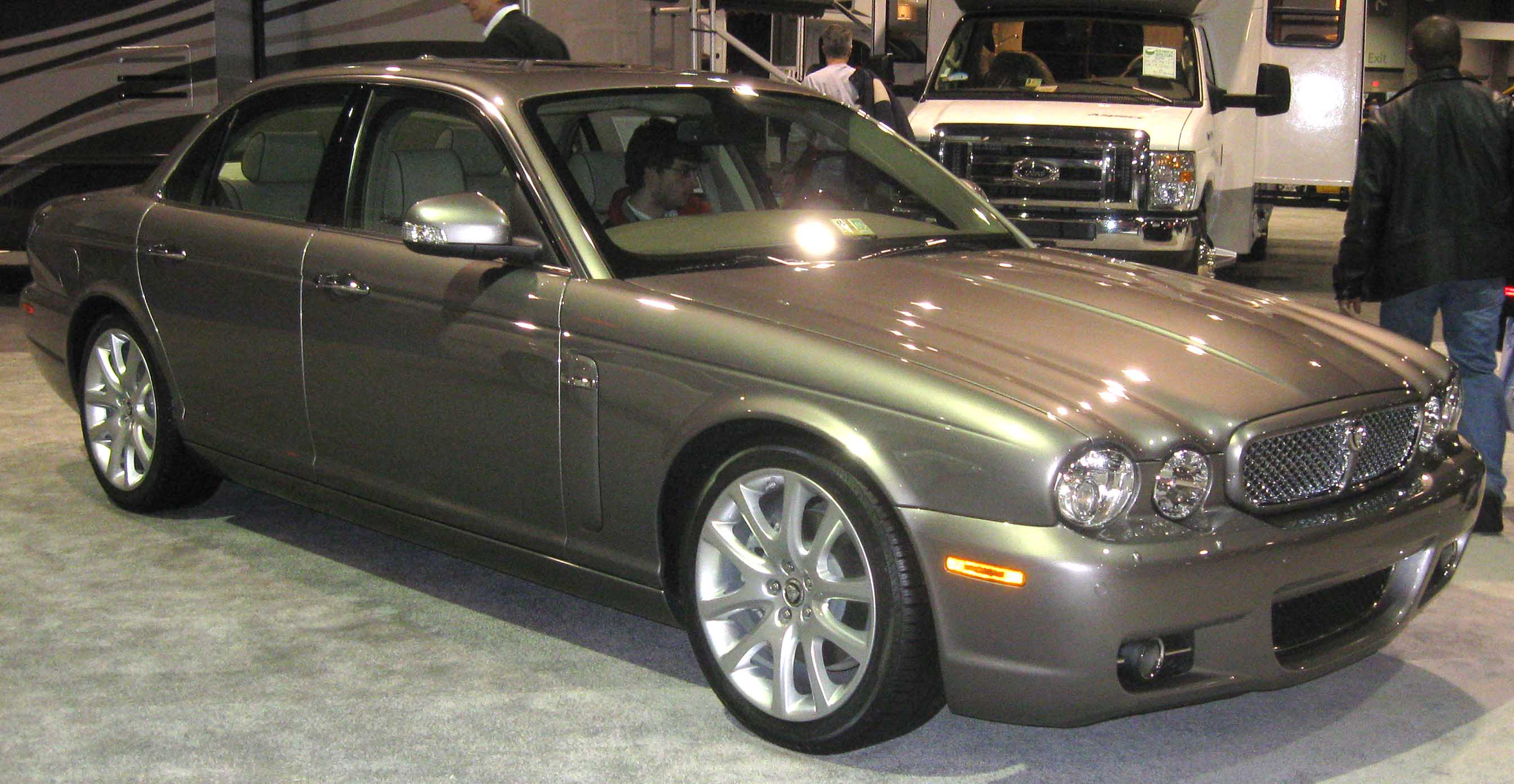
Jaguar XJ8

A Jaguar (2013. január 1-je óta Jaguar Land Rover Limited, előtte Jaguar Cars Limited) egy brit autómárka. Székhelye eredetileg Browns Lane (Coventry, Egyesült Királyság), manapság pedig Whitley, (Coventry, Egyesült Királyság). A Jaguart Swallow Sidecar Company néven alapították 1922-ben; amely név 1934-ben SS Cars Ltd.-re változott, majd 1945-ben Jaguar Cars Ltd.-re. 
Kezdetben motorkerékpár-oldalkocsikat készítettek. Az 1935-ben bemutatott, nagyobb teljesítményű modelleket már „S.S. Jaguar”-nek hívták. A Jaguar gyárai Whitleyben, Castle Bromwichban és Halewoodban vannak (mind az Egyesült Királyság területén).
A Jaguar 1989 óta a Ford Motor Company tulajdona, és a Volvo, valamint a Land Rover mellett a Ford Premier Automotive Group elnevezésű, az amerikai-német márka prémium autómárkáit tartalmazó csoportjának harmadik tagja volt. 2008-ban megvásárolta az indiai Tata.
A Jaguar angol szó ejtése a következő: /ˈdʒægjuːə/.
A Jaguar márka beceneve Jag (ejtsd: dʒæg).

## Történet

### A cég születése
A céget Swallow Sidecar Companyként alapította két autórajongó, Sir William Lyons és William Walmsley, 1922-ben. Az SS Jaguar név először 2,5 literes sedanon jelent meg, 1935-ben, az első ilyen járművek sport modellek, az SS 90 és az SS 100 voltak. A Jaguar nevet a cégnek 1945-ben adták, amikor az SS-t elvetették a második világháború idején történt, érthető népszerűség-csökkenése miatt.
A Jaguar brand az 1950-es években jött létre egy sorozat elegáns stílusú sportautóval és luxuslimuzinnal.

### British Leyland
A Jaguar 1966-ban egyesült a British Motor Corporation (BMC)-vel, és Austin-Morrisszal, megalapítva British Motor Holdings (BMH)-t. Miután egyesült a Leylanddel, ami már átvette Rovert és a Standard Triumph-ot, a cég 1968-ban British Leyland Motor Corporation (BLMC) lett. Pénzügyi nehézségek és a Ryder Report kiadása vezetett az államosításhoz és a cég 1975-ben British Leyland, Ltd. (később csak BL plc) lett.
Az 1970-es években a Jaguar és a Daimler márkák részét képezték a BL különleges autóosztályának, vagyis a Jaguar Rover Triumph Ltd.-nek, míg a korai 1980-as évek átszervezése miatt a BL autógyártóinak többsége az Austin Rover Groupba tömörült, amelybe a Jaguart nem értették bele. 1984-ben a Jaguar-t, mint külön vállalatot, kivezették a tőzsdéről, a Thatcher-kormány privatizációs akciói keretében.

### Ford Motor Company

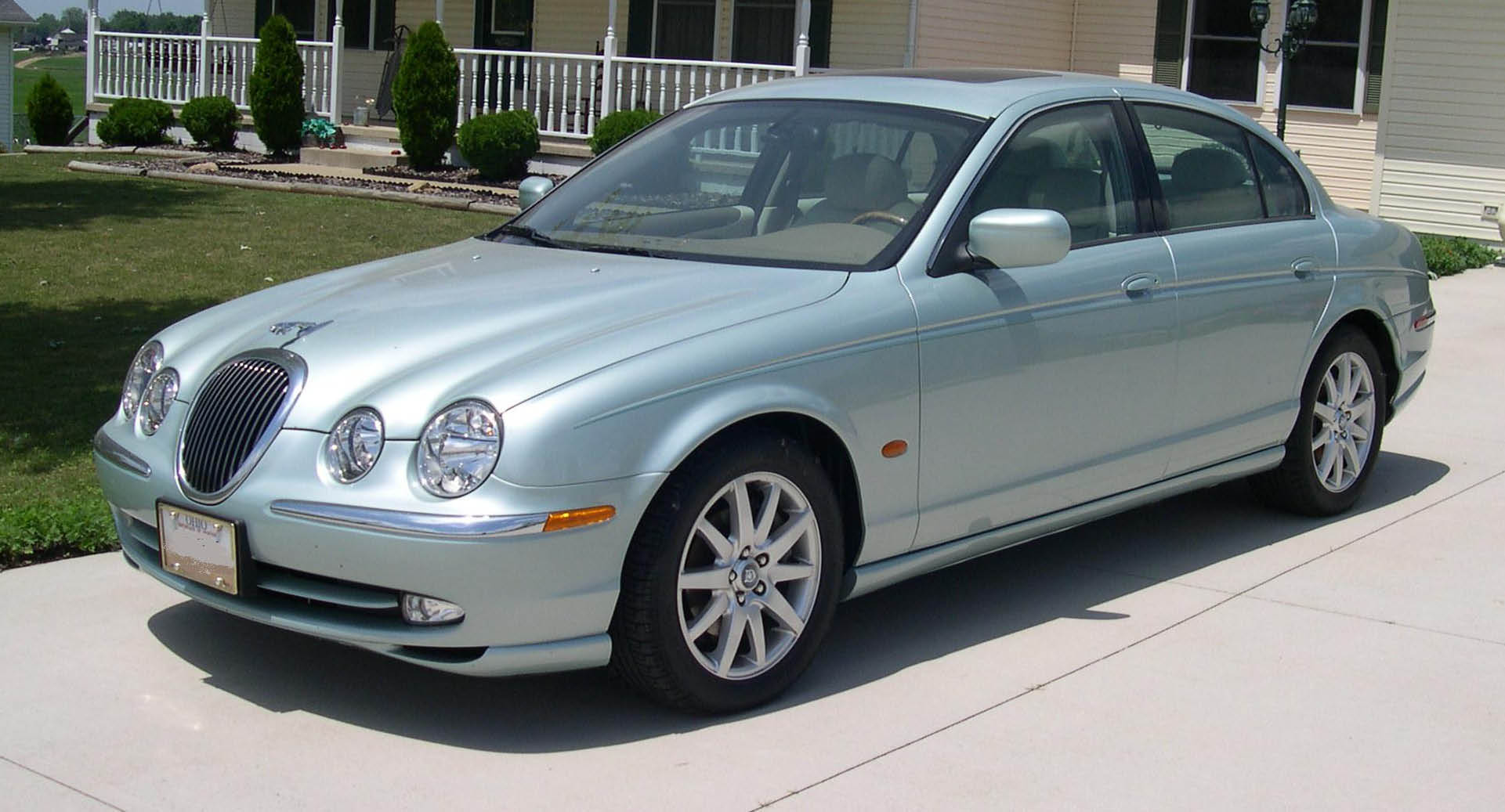
Jaguar S-Type

1989 novemberében a Ford Motor Company felkínálta a részvényeit az angol és az amerikai részvényeseknek. 1990. február 28-án megszűnt a Jaguar jegyzése a Londoni Értéktőzsdén. 1999-ben a Ford új Premier Automotive Group csoportjának tagjává vált, amelynek tagjai voltak az Aston Martin, a Volvo Cars, és 2000-től a Land Rover is. 2007-ben az Aston Martin kilépett.